# České Brezovo
České Brezovo é um município da Eslováquia, situado no distrito de Poltár, na região de Banská Bystrica. Tem 38,57 km² de área e sua população em 2018 foi estimada em 483 habitantes.

## Demografia
| Ano:        | 1994 | 2004    | 2014   | 2024    |
| ----------- | ---- | ------- | ------ | ------- |
| Broj ljudi: | 983  | 492     | 505    | 435     |
| Razlika:    |      | -49,94% | +2,64% | -13,86% |

| Ano:               | 2023 | 2024   |
| ------------------ | ---- | ------ |
| Número de pessoas: | 441  | 435    |
| Diferença:         |      | -1,36% |